# Malene Freudendal-Pedersen
Malene Freudendal-Pedersen er en dansk Professor i Byplanlægning ved Aalborg Universitet. Freudendal-Pedersen har en tværfaglig baggrund der kombinerer Sociologi, Geografi, Byplanlægning og socio-tekniske systemer.  Hendes forskning er forankret i Mobilitets paradigmet inden for samfundsvidenskaben.

## Uddannelse
Freudendal-Pedersen afsluttede både sin Bachelorgrad i Samfundsvidenskab, Kandidatgrad i Teknologi og Samfundsvidenskab og Ph.d. i Samfundsvidenskab ved Roskilde Universitet.

## Erfaring
Tidligere har Freudendal-Pedersens arbejde primært fokuseret på undersøgen af hverdagslivets Mobiliteter.
Hun er forfatter af bogen 'Mobility in daily life – between freedom and unfreedom', hvori hun fokuserer på vigtigheden af at forstå sammenhængen mellem praksis, teknologier og samfund. 
I øjeblikket er hendes forskning fokuseret på at forstå sammenhængen mellem rumlig og digital mobilitet og dens indflydelse på hverdagslivets Fællesskaber, Samfund og byer.
I mange år har hun været en af de førende kræfter i det internationale 'Cosmobilities Network', der forbinder mobilitetsforskere i og uden for Europa. 
Freudendal-Pedersen er medstifter og medredaktør af Routledge-tidsskriftet Applied Mobilities, samt medstifter og medredaktør af bogserien Networked Urban Mobilities, også ved Routledge. 
Hun er også i redaktionsgruppen for Dansk Tidsskrift for Transportforskning.

## Udvalgte forskningsprojekter og opgaver
2018 - (fortsat i gang): Partner, Jean Monnet Network - Cooperative, Connected Automated Mobility: EU and Australasian Innovations (CCAMEU) Finansieret af EU Erasmus +. WP-leder for smarte og levelige byer. 
2015 - 2016 : Projektleder, 'Tysk-dansk mobilitetsforskningssamarbejde'. Finansieret af ministeriet for innovation og forskning, Danmark. 
2013 - 2015 : Projektleder, 'Mobility Futures and the City'. Finansieret af Mobile Lives Forum (SNCF), Paris, Frankrig 
2012 - 2014 : Forsker, 'Urban Cycle Mobilities'. Finansieret af det danske råd for uafhængig forskning 
2014 - 2015 : Leder for Planlægningsundersøgelser, Roskilde Universitet
2009 - 2011 : Forsker, 'Scandria - Den skandinavisk-Adriatiske korridor for innovation og vækst'. Finansieret af Den Europæiske Union, ramme 7 
2003 - 2007 : Ph.d.-forskning, 'Strukturhistorier i hverdagslivet'. Finansieret af Danske Statsbaner og Roskilde Universitet 

## Hæder
2016: Research Fellowship, HafenCity University Hamburg 
2014: Distingveret gæsteforsker, University of British Columbia 
2005: Professor P. H. Bendtsens pris for trafikforskning 
2004: Visiting Fellowship, Graduate Center ved New York University (CUNY) 

## Udvalgte publikationer og akademiske værker

### Bøger
- Freudendal-Pedersen, Malene & Sven Kesselring (2017) Exploring Networked Urban Mobilities – Theories, Concepts, Ideas – Volume 1. New York and London: Routledge [17]
- Freudendal-Pedersen, Malene et al. (2017) Experiencing Networked Urban Mobilities – Practices, Flows, Methods – Volume 2. New York and London: Routledge [18]
- Freudendal-Pedersen, Malene, John Andersen, Lasse Kofoed & Jonas Larsen (2012) Byen i Bevægelse: Mobilitet, Politik, Performativitet. Frederiksberg: Roskilde Universitetsforlag. [19]
- Freudendal-Pedersen, Malene (2009) Mobility in daily life - between freedom and unfreedom. Farnham: Ashgate.[2]

### Artikler
- Freudendal-Pedersen, Malene, Sven Kesselring & Eriketti Servou (2019) What is Smart for the Future City – Mobilities and Automation. In Sustainability MDPI 11(221) 1-21.[20]
- Freudendal-Pedersen, Malene & Sven Kesselring (2018) Sharing Mobilities. Some propaedeutic considerations. In Applied Mobilities 3(1) 1-7 [21]
- Freudendal-Pedersen, Malene. et al. (2017) Interactive Environmental Planning – Creating Utopias and Storylines within a Mobilities Planning project. In Journal of Environmental Planning and Management 60(6) 941-958 [22]
- Freudendal-Pedersen, Malene & Sven Kesselring (2016) Mobilities, Futures and the City: Repositioning discourses, Changing Perspectives, Rethinking Policies. In Mobilities 11(4) 573-584[22]
- Freudendal-Pedersen, Malene, Sven Kesselring & Kevin Hannam (2016) Applied Mobilities, Transitions and Opportunities. In Applied Mobilities 1(1) 1-9[23]